# Моссірок (Вашингтон)
Моссірок (англ. Mossyrock) — місто (англ. city) в США, в окрузі Льюїс штату Вашингтон. Населення — 768 осіб (2020).

## Географія
Моссірок розташований за координатами 46°31′50″ пн. ш. 122°29′19″ зх. д. / 46.53056° пн. ш. 122.48861° зх. д. (46.530496, -122.488668).  За даними Бюро перепису населення США в 2010 році місто мало площу 1,77 км², уся площа — суходіл.

## Демографія
Згідно з переписом 2010 року, у місті мешкало 759 осіб у 272 домогосподарствах у складі 196 родин. Густота населення становила 429 осіб/км².  Було 302 помешкання (171/км²).
Расовий склад населення:
| - 71,0 % — білих - 0,8 % — корінних американців - 0,1 % — чорних або афроамериканців - 0,1 % — азіатів - 25,4 % — осіб інших рас |

До двох чи більше рас належало 2,5 %. Частка іспаномовних становила 30,8 % від усіх жителів.
За віковим діапазоном населення розподілялося таким чином: 30,0 % — особи молодші 18 років, 57,5 % — особи у віці 18—64 років, 12,5 % — особи у віці 65 років та старші. Медіана віку мешканця становила 32,9 року. На 100 осіб жіночої статі у місті припадало 106,2 чоловіків;  на 100 жінок у віці від 18 років та старших — 98,9 чоловіків також старших 18 років.
Середній дохід на одне домашнє господарство  становив 49 550 доларів США (медіана — 39 938), а середній дохід на одну сім'ю — 56 386 доларів (медіана — 45 221). За межею бідності перебувало 10,5 % осіб, у тому числі 13,9 % дітей у віці до 18 років та 12,9 % осіб у віці 65 років та старших.
Цивільне працевлаштоване населення становило 373 особи. Основні галузі зайнятості: сільське господарство, лісництво, риболовля — 22,8 %, роздрібна торгівля — 19,8 %, освіта, охорона здоров'я та соціальна допомога — 16,1 %, будівництво — 15,5 %.